# 신코야노세역
신코야노세역(일본어: 新木屋瀬駅)은 일본 후쿠오카현 기타큐슈시 야하타니시구에 위치한 지쿠호 전기 철도 지쿠호 전기 철도선의 철도역이다. 역 번호는 CK 17이며, 상대식 승강장 2면 2선의 구조를 갖춘 고가역이다.

## 역 주변
| 1 | ■ 지쿠호 전기 철도선 | 하행 | 지쿠호노가타 방면                  |
| 2 | ■ 지쿠호 전기 철도선 | 상행 | 에이노마루 · 구로사키에키마에 방면 |

## 이용 현황
- 2013년도 기준 : 224명.

## 역 주변
- 미스터 맥스 야하타니시 점

## 인접 역
| 지쿠호 전기 철도 지쿠호 전기 철도선  | 지쿠호 전기 철도 지쿠호 전기 철도선 | 지쿠호 전기 철도 지쿠호 전기 철도선 |
| ------------------------------------ | ----------------------------------- | ----------------------------------- |
| CK 16 구스바시 구로사키에키마에 방면 | ■ 지쿠호 전기 철도선                | 고야노세 CK 18 지쿠호노가타 방면    |